# Nakajima Maru-Ten
Nakajima Maru-Ten (Projekt 1) – niezrealizowany projekt japońskiego samolotu uderzeniowego z napędem odrzutowym, przeznaczonego dla lotnictwa Japońskiej Cesarskiej Marynarki Wojennej, którego jedynym zadaniem miały być samobójcze ataki na amerykańską flotę inwazyjną. W toku prac nad maszyną jej funkcja uległa zmianie i stał się on podstawą do budowy bombowca Nakajima J9Y.

## Historia

### Geneza
W sierpniu 1944 roku Japońska Cesarska Marynarka Wojenna opracowała plan powstrzymania amerykańskiej United States Navy przy pomocy samobójczych ataków lotniczych. W celu realizacji planowanej strategii zakładano wykorzystanie już istniejących konstrukcji oraz budowę zupełnie nowych maszyn przeznaczonych wyłącznie do wykonywania misji samobójczych znanych szerzej jako Kamikaze. Samoloty przeznaczone do tego typu działań nazwano ogólną nazwą Kokoku Heiki (Broń Cesarza). W ramach owych broni wyróżniono trzy podgrupy. Pierwszą z nich (Kokoku Heiki Go 1 – Broń Cesarza Nr 1) były samoloty już istniejące, które w wyniku niewielkich modyfikacji można było przystosować do przenoszenia 800 kg bomb. Wśród nich znalazły się między innymi Yokosuka D4Y Suisei, Nakajima B6N Tenzan oraz Kawanishi N1K. Do grupy drugiej oznaczonej jako Kokoku Heiki Go 2 zaliczono wszystkie projektowane samoloty z napędem odrzutowym i rakietowym na różnych etapach realizacji. Trzecią grupę, Kokoku Heiki Go 3 miały stanowić dopiero planowane samoloty, których jedynym przeznaczeniem miały być misje samobójcze. Były to specjalnie do tego celu przeznaczone maszyny określane mianem Tokubetsu Kogeki-tai (specjalne samoloty uderzeniowe), charakteryzujące się uproszczoną konstrukcją, łatwością pilotażu i budowy umożliwiającą masową produkcję. Przykładem takiej maszyny jest Nakajima Ki-115. 7 sierpnia 1944 roku przedstawiciele lotnictwa marynarki spotkali się z inżynierami wytwórni Kawanishi, Mitsubishi oraz Nakajima w celu przedstawienia im planów pozyskania konstrukcji Kokoku Heiki. Spotkanie zaowocowało złożeniem zamówienia w Nakajimie na samolot z grupy Kokoku Heiki Go 2 oznaczony wstępnie jako Nakajima Maru-Ten.

### Projekt
Całością prac nad nowym samolotem kierował główny inżynier firmy Nakajima, Kenichi Matsumura wspomagany przez inżyniera Kazuo Ohno. Wstępny projekt konstrukcyjny opierał się na układzie zastosowanym w niemieckim myśliwcu Messerschmitt Me 262, z którym Japończycy mieli możliwość zapoznać się w 1943 roku, na specjalnie dla nich zaplanowanym pokazie. Orędownikiem takiego rozwiązania był komandor Eiichi Iwaya, który przywiózł do Japonii część dokumentacji technicznej Me 262 udostępnionej przez Niemców. Po zaakceptowaniu wstępnego projektu przez Wydział Techniczny Dowództwa Lotnictwa Marynarki Wojennej, doprecyzowano charakterystykę techniczną nowego samolotu. Plany wobec nowej konstrukcji były bardzo ambitne. Do końca października 1944 zakładano ukończenie kompletnej dokumentacji technicznej, do końca listopada tego samego roku zakończone miały być próby z nowym silnikiem TR-12B (Ne-12B), a z końcem 1944 roku miało być gotowych pierwszych czterdzieści egzemplarzy samolotu. 8 grudnia 1944 roku dyrektor techniczny Nakajimy, inżynier Kazuo Yoshida zaprezentował przedstawicielom lotnictwa marynarki gotową drewnianą makietę nowego samolotu naturalnej wielkości. Dzień później, 9 grudnia plany marynarki wobec nowej konstrukcji uległy radykalnej zmianie. Lotnictwo marynarki zrezygnowało z budowy samobójczej maszyny, tym razem zażądano, aby przekształcić Maru-Ten w samolot myśliwsko-bombowy. Silniki TR-12B zastąpione miały zostać przez kopię niemieckiego BMW 003A, japoński Ne-20. Tym samym maszyna miała latać szybciej – 620 km/h i dalej – zasięg rzędu 580 km. Planowano zastosowanie opancerzonej kabiny pilota oraz możliwość przenoszenia bomby o wagomiarze 800 kg. W ten sposób narodził się Nakajima J9Y Kikka.

## Konstrukcja
Maru-Ten miał być wolnonośnym dolnopłatem napędzanym dwoma silnikami odrzutowymi umieszczonymi w podskrzydłowych gondolach. Maszyna miała mieć możliwość składania skrzydeł. Wolnonośne usterzenie klasyczne, kadłub o konstrukcji półskorupowej. Nie planowano zastosowania podwozia, maszyna miała startować na wózku umieszczonym na torach z wykorzystaniem rakietowych przyspieszaczy startowych. Planowano iż samolot zostanie umieszczony w specjalnie do tego celu wybudowanych tunelach, z których będzie startowała aby razieć nieprzyjacielską flotę inwazyjną. Kabina pilota była opancerzona, z przodu 70 mm wiatrochron ze szkła pancernego oraz 12 mm płyta pancerna pod siedzeniem i za plecami pilota. Samouszczelniające się zbiorniki paliwa. Samolot nie posiadał uzbrojenia strzeleckiego, miał przenosić bombę o wagomiarze 250 kg lub 500 kg.